# Vol Ansett New Zealand 703
Le 9 juin 1995, un De Havilland Canada DHC-8-100 effectuant le vol Ansett New Zealand 703, un vol régulier reliant Auckland à Palmerston North, s'écrase sur un massif montagneux des monts Tararua, en Nouvelle-Zélande, lors de la phase d'approche par mauvais temps, tuant quatre des 21 personnes à bord.
Lors d'une approche de non-précision aux instruments, le train d'atterrissage principal droit de l'avion ne s'est pas déployé et le commandant de bord a décidé de poursuivre l'approche pendant que le copilote effectuait la procédure de secours. Distrait par la tentative du copilote de régler le problème du train d'atterrissage, le commandant de bord a laissé l'avion descendre en dessous de la trajectoire de descente. Pour une raison inconnue, l'avertisseur de proximité du sol (GPWS) s'est déclenché sans que les pilotes puissent éviter l'impact avec le relief.

## Avion et équipage
L'appareil impliqué est un De Havilland Canada DHC-8-102 immatriculé ZK-NEY (numéro de série 055) ; il est entré en service en décembre 1986 et totalise 22 154 heures de vol, ainsi que 24 976 cycles (décollage/atterrissage) au moment de l'accident.
Le Dash 8 est un bimoteur à turbopropulseur à ailes hautes, avec le train d'atterrissage principal situé en dessous et se rétractant dans les nacelles du moteur. En conséquence, le train d'atterrissage principal est facilement visible depuis la cabine passagers.
Le commandant de bord est Garry Norman Sotheran (40 ans), qui totalise 7 765 heures de vol, dont 273 sur Dash 8. Le copilote est Barry Brown (33 ans), qui compte 6 460 heures de vol heures, dont 341 sur Dash 8.
On compte également l'hôtesse de l'air Karen Anne Gallagher (31 ans), originaire de Christchurch, ainsi que 18 passagers en cabine.

## Accident

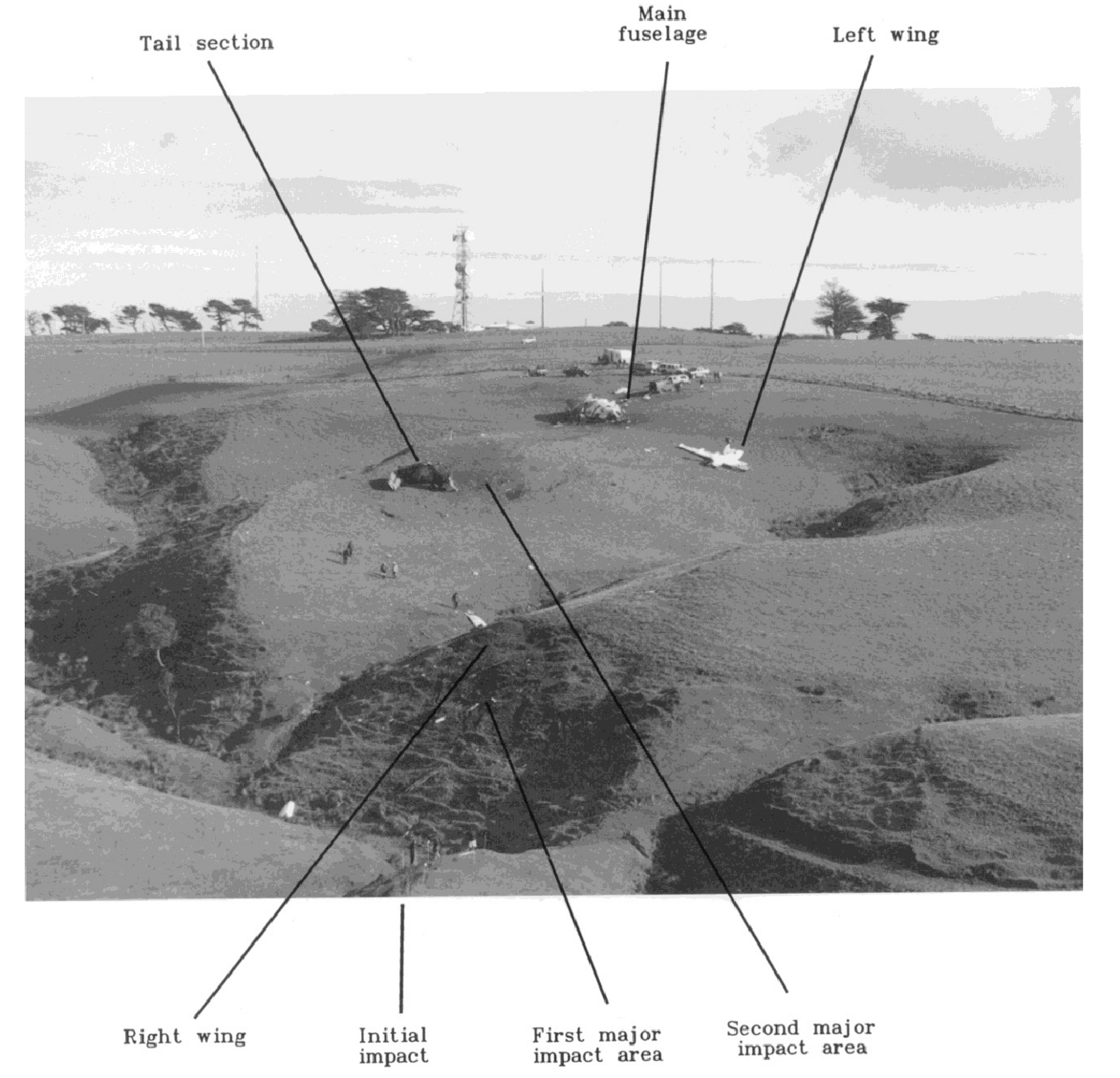
Vue d'ensemble du site du crash du vol 703.

Le vol 703 a décollé de l'aéroport d'Auckland à 8h17, avec 18 passagers et trois membres d'équipage à bord. À l'approche de leur destination, l'aéroport de Palmerston North (en), les pilotes ont été autorisés pour une approche aux instruments, de type VOR/ DME, privilégiée pour la piste 07, avec une approche à vue sur la piste 25 si nécessaire.
À ce moment-là, le contrôle aérien signale des vents soufflant à 290° (ouest-nord-ouest), de 10 à 20 nœuds (19 à 37 km/h), ainsi qu'une visibilité réduite à 5 km à cause de la présence de nuages à basse altitude dans la zone de l'aéroport, ce qui indique que la piste 25 est mieux adaptée pour l'approche.
En raison du trafic au départ, le contrôle aérien a alors refusé l'approche sur la piste 07 et a plutôt autorisé le vol 703 à effectuer une approche VOR/DME vers la piste 25, faisant alors passer l'avion au-dessus de la chaîne des monts Tararua.
Une fois en approche finale, le commandant de bord, alors pilote aux commandes, a demandé la sortie du train d'atterrissage. Trente secondes plus tard, le copilote constate sur l'indicateur du train d'atterrissage que le train principal droit n'est pas sorti et verrouillé.
Le commandant ordonne alors la procédure d'extension de secours du train, et a dit au copilote de suivre la procédure. Après que les passagers ont également remarqué que le train d'atterrissage n'était pas complètement sorti, l'hôtesse de l'air a communiqué avec les pilotes pour les informer de la situation.
Le copilote s'est référé au manuel de référence rapide (en) (QRH) de l'avion pour connaître la procédure à suivre. Le copilote a cependant raté une des étapes, consistant à tirer vers le bas la poignée de déverrouillage, située dans le cockpit, pour actionner le verrouillage du train, ce à quoi le commandant de bord a répondu "Vous êtes censé tirer la poignée...". Le copilote a ensuite tiré sur la poignée et dit "Ouais, c'est bon, elle est tirée".
Moins de dix secondes après que le copilote a tiré sur la poignée de déverrouillage manuel, l'alarme de l'avertisseur de proximité du sol (GPWS) a retenti. Les pilotes ont tiré sur le manche et ont relevé le nez de l'avion à 8°, mais avant qu'ils puissent réagir pleinement à l'alarme, le Dash 8 a percuté le flanc d'une colline à 9h22, heure locale.
Le vol 703 s'est écrasé sur un terrain montagneux, heurtant le sol à deux reprises avant l'impact final, en dérapant vers la droite et se disloquant en plusieurs tronçons en remontant le long de la pente. La majeure partie du fuselage s'est immobilisé à 235 m du point d'impact initial.

Débris de l'avion
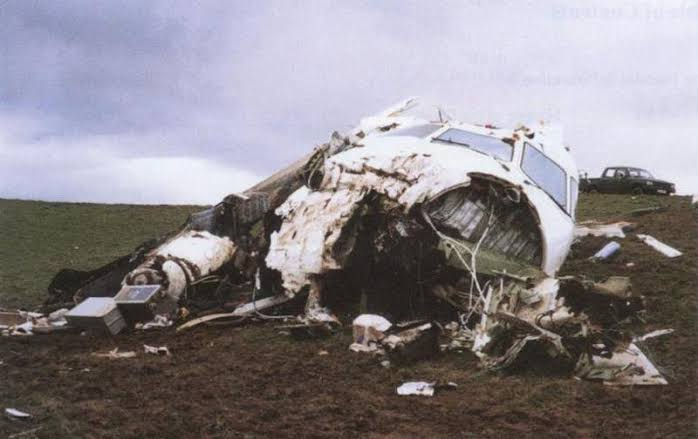
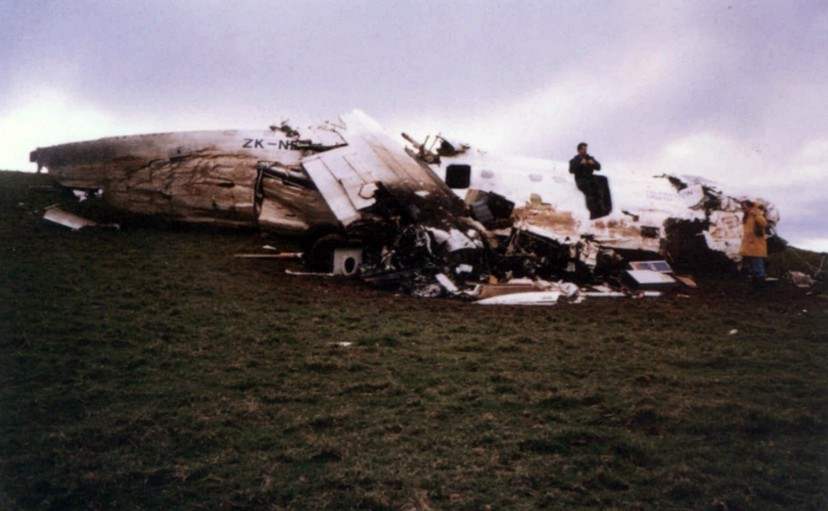

L'hôtesse de l'air, qui n'était pas retenu et qui parlait à un passager en cabine, a été projeté au sol lors de l'impact et a été mortellement blessé à la tête. Deux passagers ont été mortellement blessés à la tête, à la poitrine et à la colonne vertébrale lors de l'impact. Un des passager, Reginald John Dixon, a tenté d'aider les deux passagers blessés coincés près de l'emplanture de l'aile, alors que l'épave commençait à prendre feu. Il a été gravement brûlé sur 80 % de son corps et est décédé des suites de ses blessures 12 jours plus tard. Au total, trois passagers et l'agent de bord ont été tués dans l'accident, douze passagers et les deux pilotes ont été grièvement blessés, tandis que les trois autres passagers ont été légèrement blessés.

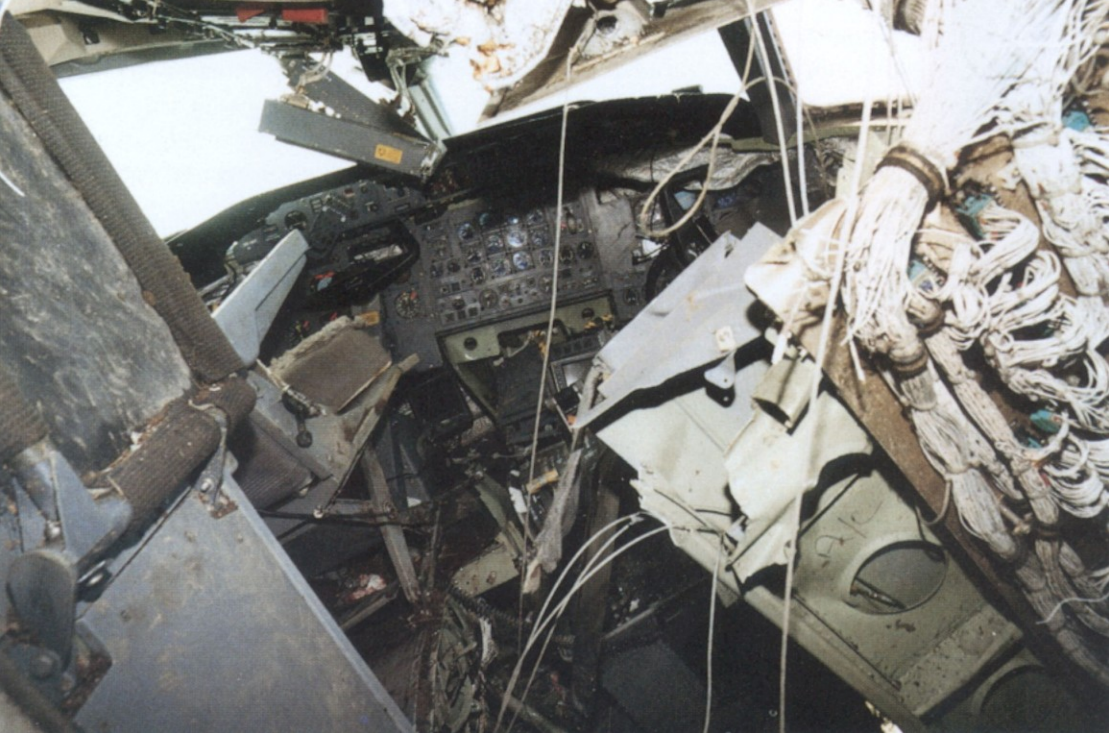
Poste de pilotage de l’avion, après le crash du vol 703.

Un autre passager, William McGrory, a réussi à retrouver sa mallette de travail, qui avait été éjectée hors de l'appareil, et à utiliser son téléphone portable (un appareil rare en 1995) pour appeler les secours. La police a alors transmis le numéro de téléphone de McGrory au contrôle aérien, qui à son tour a pris contact avec le survivant. En raison de la visibilité réduite dans la région, le site de l'accident ne pouvait être décrit avec exactitude. Après avoir enquêté auprès des agriculteurs locaux, le contrôle aérien a déterminé le lieu probable de l'accident. Deux hélicoptères fouillant le secteur ont alors capté le faible signal émis par la balise d'urgence de l'avion et ont localisé l'épave à 10h19, 57 minutes après l'accident, à proximité de Woodville. Les survivants ont ensuite été transportés par hélicoptère et par ambulance à l'hôpital de Palmerston North (en) et à l'hôpital Wellington (en).

## Enquête

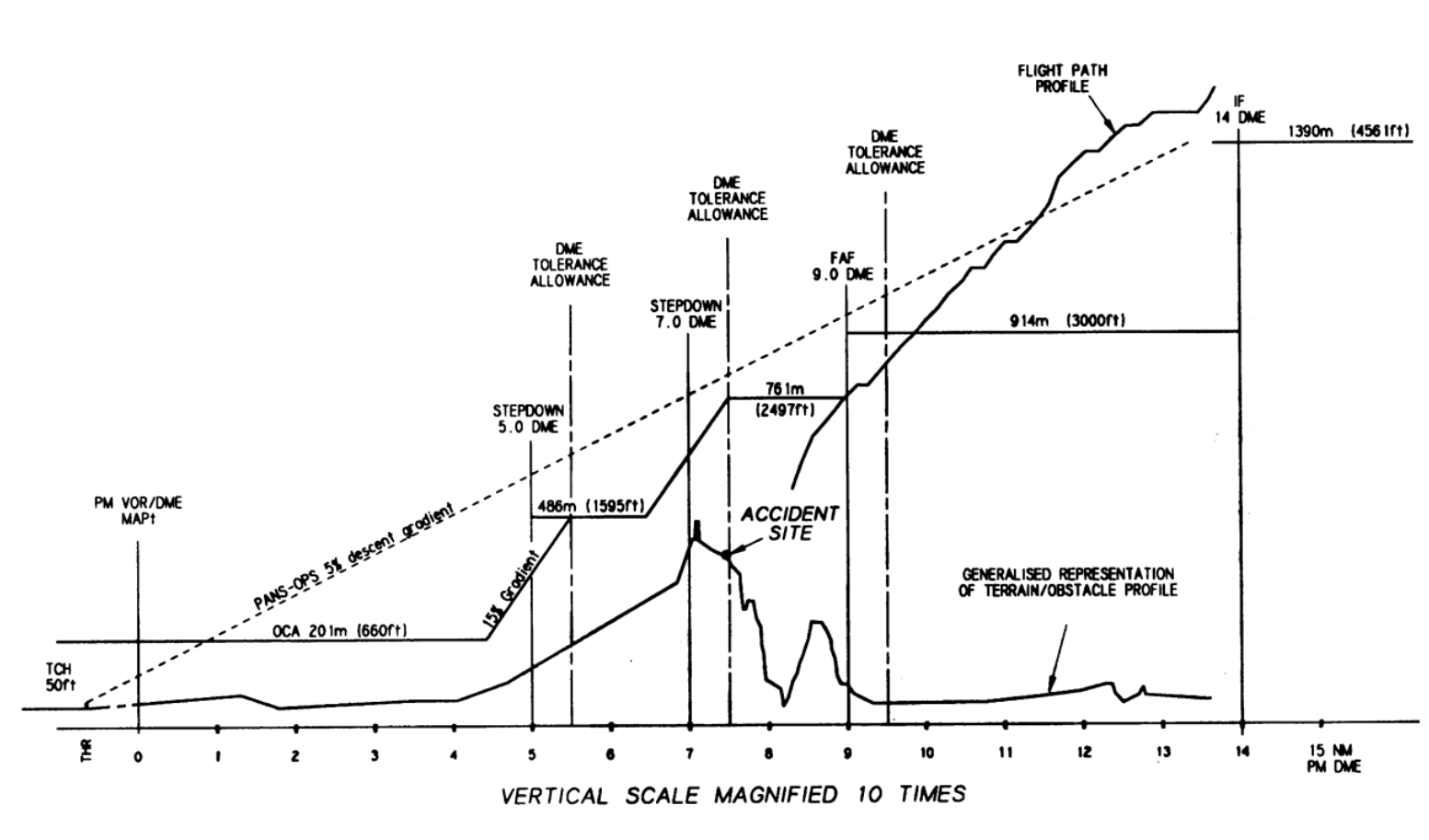
Graphique montrant la trajectoire de descente du vol 703

Le rapport final de la Commission d'enquête sur les accidents de transport (TAIC), publié le 4 juillet 1997, a conclu que les causes principales du crash du vol 703 étaient les suivants :
- le commandant de bord ne s'est pas assuré que l'avion avait intercepté et maintenu le profil de descente, pendant l'exécution d'une approche aux instruments par faible visibilité et en zone montagneuse.
- la persévérance du commandant dans sa décision de faire descendre le train d'atterrissage sans interrompre l'approche sur la piste 25.
- la distraction du commandant de bord par rapport à sa tâche principale, qui était de piloter l'avion en toute sécurité, pendant que le copilote tentait de corriger un dysfonctionnement du train d'atterrissage.
- le copilote n'a pas exécuter une procédure du manuel de vol dans le bon ordre.
- la brièveté du signal d'alarme de l'avertisseur de proximité du sol (GPWS).

### Défaillance du train d'atterrissage
Sur le Dash 8, lorsque le train d'atterrissage est rentré, une goupille située sur chaque jambe du train principal s'engage dans un crochet de verrouillage, maintenant le train en position rentrée sans intervention hydraulique. Lorsque le pilote abaisse le levier du train, un vérin hydraulique actionne le crochet pour désengager la goupille, et le train sort par gravité et par le système hydraulique. Si le train ne descend pas, le crochet de verrouillage peut être actionné mécaniquement en tirant sur la poignée de déverrouillage du train principal, située dans le poste de pilotage, tandis qu'une pompe hydraulique manuelle actionne un autre système hydraulique pour faciliter la sortie du train.
Au fil du temps, le crochet de verrouillage s'est usé à cause des contacts répétés avec la goupille. Si le crochet était usé ou si la goupille n'était pas correctement lubrifié, il pouvait se coincer et le train d'atterrissage ne se déverrouillerait pas. Le constructeur de l'avion, De Havilland, avait publié plusieurs bulletins de service concernant le risque de blocage du train et, en août 1992, avait conçu un système de verrouillage repensé pour minimiser le risque de pannes. En octobre 1994, De Havilland a publié un message à tous les opérateurs concernant un problème similaire sur un autre Dash 8, dû à une goupille grippé. Dans ce cas, une force accrue et des tractions répétées sur la poignée de déverrouillage du train principal étaient nécessaires pour actionner le crochet de verrouillage.
L'appareil accidenté, ainsi qu'un autre Dash 8 d'Ansett New Zealand (en), immatriculé ZK-NEZ, avaient connu quinze incidents similaires depuis leur mise en service en 1987, le train d'atterrissage principal ne s'étant pas libéré ou ayant mis du temps à se libérer. Dans la majorité des cas, les incidents concernaient le train d'atterrissage gauche. La compagnie aérienne a modernisé le système de verrouillage du train d'atterrissage gauche le 16 avril 1995 ; au moment de l'accident, Ansett attendait la livraison des pièces nécessaires à la modification du train d'atterrissage droit.

### Dysfonctionnement possible de l'altimètre radar
Selon le rapport de la TAIC, une alarme sonore demandant à l'équipage de remonter aurait dû retentir 17 secondes avant l'impact, mais le GPWS a mal fonctionné et n'a émis une alerte que 4,5 secondes avant l'impact, pour des raisons qui n'ont jamais été déterminées. La police néo-zélandaise a notamment mené une enquête en 2001, afin de déterminer si un appel téléphonique depuis l'avion avait pu interférer avec ce système. Le rapport officiel de l'accident mentionne cependant que la probabilité que le fonctionnement d'un ordinateur, d'un téléphone portable ou d'un autre appareil électronique ait pu affecter les instruments de vol de l'avion a été jugé très faible.
Une étude ultérieure de l'épave du vol 703 a révélé que les antennes du radioaltimètre (qui envoie un signal au GPWS indiquant la distance entre le sol et l'avion) avaient été peintes, ce qui a probablement réduit la capacité du GPWS à fournir une alarme à temps, bien que des commentaires ultérieurs de la TAIC aient insisté sur le fait que la peinture ne pouvait ni bloquer, ni réfléchir les signaux. Les antennes du radioaltimètre portent clairement l'inscription « ne pas peindre », un avertissement qui n'a pas été pris en compte. Des tests effectués au banc d'essai sur le radioaltimètre ont prouvé que l'appareil fonctionnait toujours parfaitement après sa récupération sur le site du crash.

## Conséquences
À la suite de l'enquête pénale, le commandant Sotheran a été inculpé en avril 2000 de quatre chefs d'accusation pour homicide involontaire et de trois chefs d'accusation pour blessures sur ses passagers. Après un procès de six semaines à la Haute Cour de Palmerston North en juin 2001, le jury a déclaré Sotheran non coupable pour tous les chefs d'accusation.

## Médias
L'accident a fait l'objet d'un épisode dans la série télévisée Air Crash nommé « Pilotes à la dérive » (saison 21 - épisode 8).